# Pern d'ancoratge

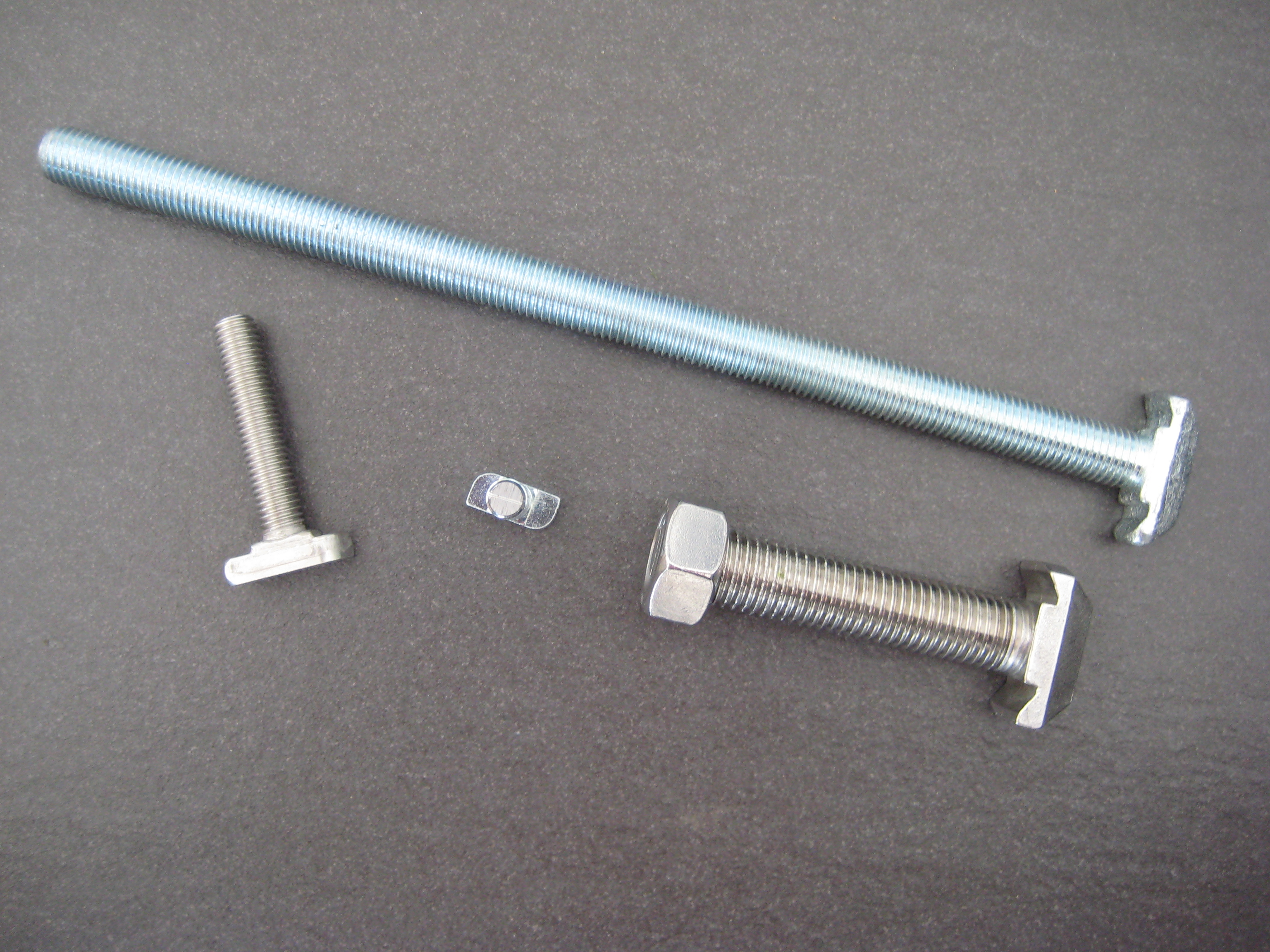
A l'esquerra cargols cap martell. a la dreta cargols cap quadrada

Els perns d'ancoratge s'utilitzen per connectar elements estructurals i no estructurals al formigó. La connexió es realitza mitjançant l'acoblament de diferents components, com ara: perns d'ancoratge (també anomenats sostenidors), plaques d'acer, reforços. Els perns d'ancoratge transfereixen diferents tipus de càrrega: forces de tensió i forces de tall. Una connexió entre elements estructurals pot representar-se mitjançant una columna d'acer unida a una base de formigó armat. Mentre que un cas comú d'un element no estructural unit a un d'estructural es pot representar per la connexió entre una façana i un mur de formigó armat.

## Tipus
La forma més simple, i més forta, de pern d'ancoratge té el seu extrem incrustat que consisteix en un pern i volandera de cap hexagonal estàndard, una corba de 90° o algun tipus de brida forjada o soldada. Els últims s'utilitzen en estructures compostes de formigó i acer com a connectors de tall.  Altres usos inclouen màquines d'ancoratge per abocar formigó als seus fonaments de concret. Es fabriquen diversos tipus normalment d'un sol ús, usualment de plàstic, per assegurar i alinear els ancoratges de fosa en el seu lloc abans de col·locar el concret. A més, la seva posició també s'ha de coordinar amb el disseny del reforç. Es poden distingir diferents tipus de perns d'ancoratge:
- Insercions d'elevació: utilitzades per a operacions d'elevació de bigues RC planes o pretensades. El inserit pot ser una vareta roscada.
- Canals d'ancoratge: utilitzats en connexions de formigó prefabricat. El canal pot ser una forma d'acer laminat en calent o conformat en fred en el qual es col·loca un cargol en forma de T per transferir la càrrega al material base.
- Pern amb cap: consisteix en una placa d'acer amb perns amb cap soldats (vegeu també Vareta roscada).
- Mànigues roscades: consisteixen en un tub amb una rosca interna que es pot ancorar de nou en el concret.

### Perns amb cap
Dins dels perns amb cap dels anomenats cargols de ganxo i de cap de martell, que s'utilitzen per a la fixació a rails d'ancoratge o rails de muntatge. Hi ha altres formes perns amb cap de martell (per exemple, segons DIN 7992 o DIN 261), que també s'utilitzen en dimensions més grans i ancoratges de placa, que s'incrusten directament al formigó.
Els cargols amb cap de ganxo tenen dos ganxos amb els quals els cargols pengen després d'un gir de 90° respecte les potes del perfil de l'àncora o els rails de muntatge.
Els cargols de cap en T funcionen segons el mateix principi. El cap, però, té forma de Martell (eina). Els cargols de cap de martell no es poden girar cap enrere després d'inserir-los, girar-los 90 ° i inserir-los dins la ranura del rail, ja que estan proveïts d'un cap quadrat que ho impedeix.

## Galeria

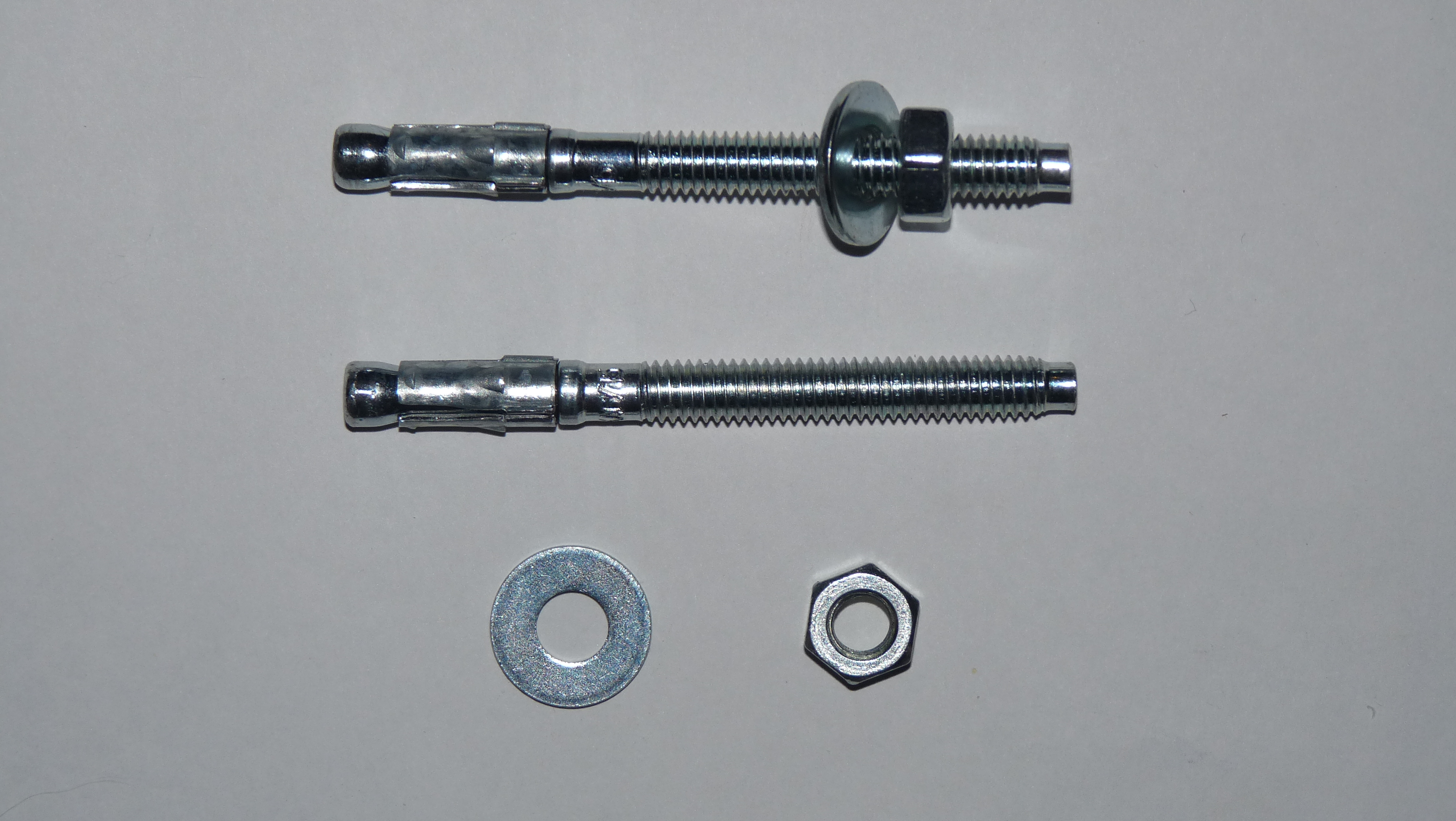
Tipus - 1
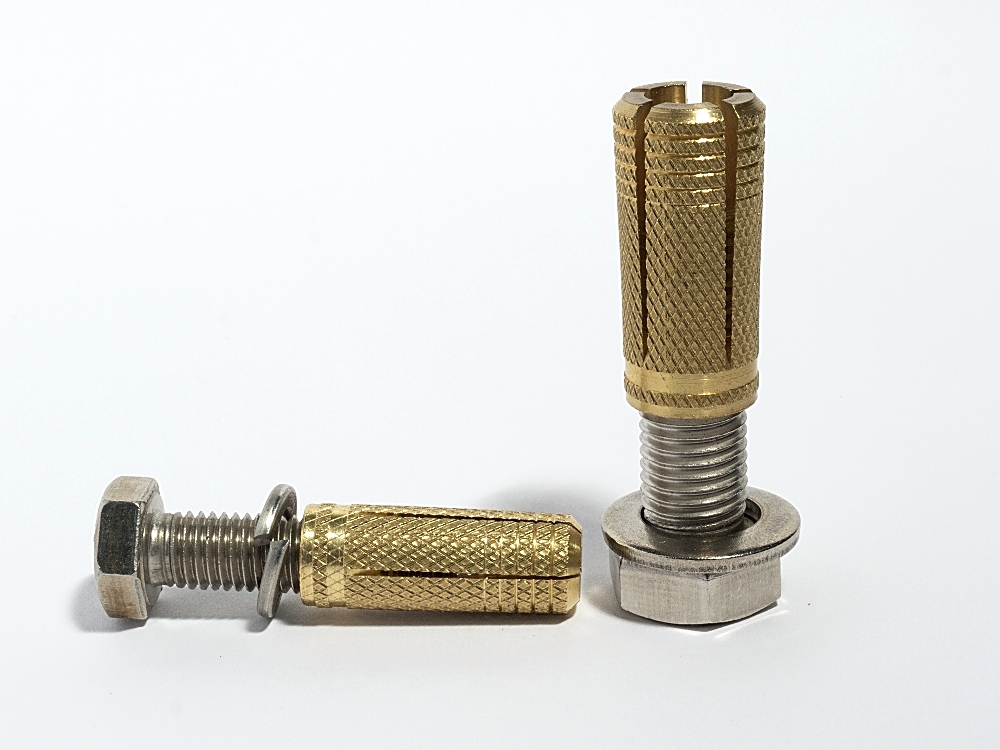
D'expansió
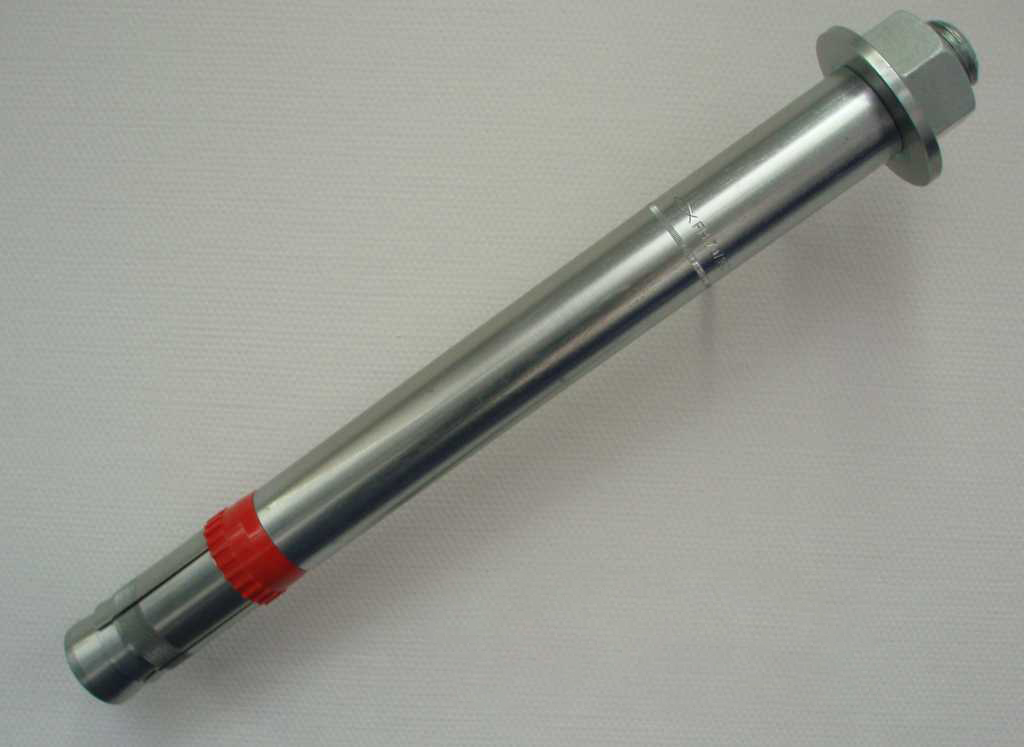
De funda
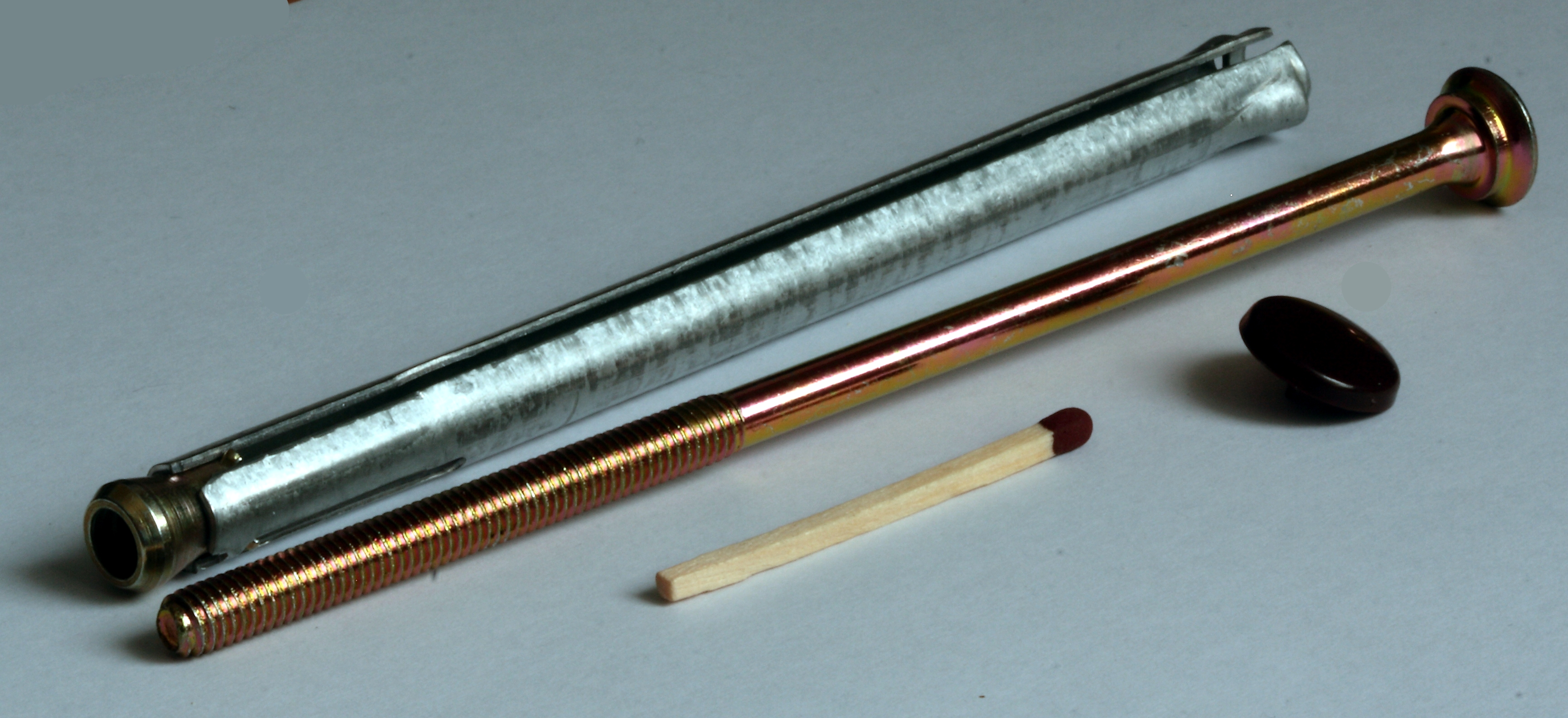
Tipus - 2
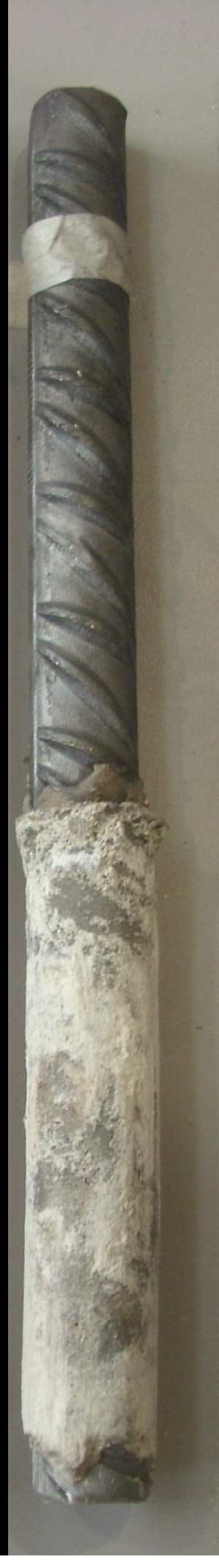
D'àncora
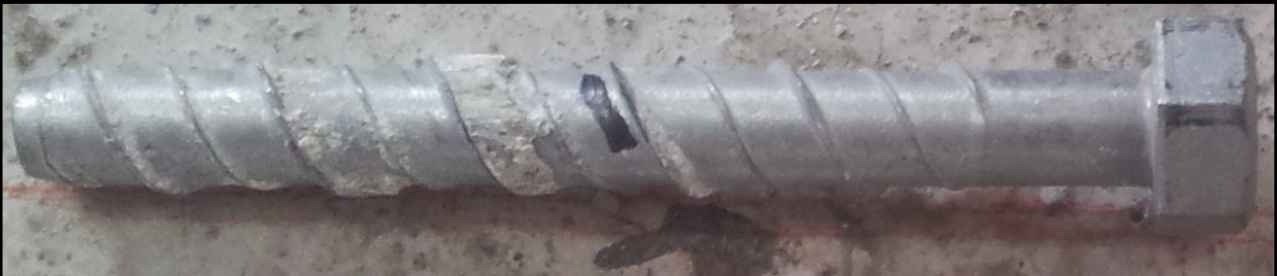
Cargol per a formigó